# Cartoon Network
Cartoon Network (kratica CN) je ameriški otroški televizijski program. Na programu se predvajajo risanke, ki so delo CN. Program je začel oddajati 1. oktobra 1992.

## Risanke

### CN-jeve risanke:
- Najboljši Ed
- Scooby Doo
- Ben 10
- Bojevniki Bakugan
- Fosterjev dom za namišljene prijatelje
- Looney Tunes
- Tom in Jerry
- Camp Lazlo
- Požeruh
- Življenje in čas Juniper Lee
- Moj športni prijatelj je opica
- Chop Socky Chooks
- Skunk Fu
- Skrivnostne sobote
- Eliot kid
- Flapjackove čudovite nezgode
- Ben 10: Vesoljska moč
- Ben 10: Popoln nezemljan
- Dexterjev laboratorij
- Batman
- Pokemoni
- Preprosto medvedki